# Llorente
För andra betydelser, se Llorente (olika betydelser).
Llorente (Bayan ng Llorente) är en kommun i Filippinerna. Kommunen ligger på ön Samar, och tillhör provinsen Östra Samar. Folkmängden uppgår till 19 336 invånare.

## Barangayer
Llorente är indelat i 33 barangayer.
| - Antipolo - Babanikhon - Bacayawan - Barobo - Burak - Can-ato - Candoros - Canliwag - Cantomco - Hugpa - Maca-anga | - Magtino - Mina-anod - Naubay - Piliw - Barangay 1 (Pob.) - Barangay 2 (Pob.) - Barangay 3 (Pob.) - Barangay 4 (Pob.) - Barangay 5 (Pob.) - Barangay 6 (Pob.) - Barangay 7 (Pob.) | - Barangay 8 (Pob.) - Barangay 9 (Pob.) - Barangay 10 (Pob.) - Barangay 11 (Pob.) - Barangay 12 (Pob.) - San Jose - San Miguel - San Roque - So-ong - Tabok - Waso |